# Huonia hypsophila
Huonia hypsophila är en trollsländeart som beskrevs av Maurits Anne Lieftinck 1963. Huonia hypsophila ingår i släktet Huonia och familjen segeltrollsländor. Inga underarter finns listade i Catalogue of Life.